# Matt Moonen
Matt Moonen là một chính khách người Mỹ, người được bầu vào Hạ viện Maine năm 2012. Ông đại diện cho Quận House 118 với tư cách là thành viên của Đảng Dân chủ.
Moonen, người đồng tính công khai, là Giám đốc điều hành của EqualityMaine.